# 东方新闻
《东方新闻》是东方卫视旗下的一档日播综合新闻资讯栏目，现时由SMG融媒体中心Knews新闻中心制作，自2006年1月1日取代原在18:30-19:30播出的城际连线和环球新闻站，节目涵盖时政、经济、民生、体育、娱乐等各方面的资讯内容。2007年7月11日-2009年6月18日期间，因东方卫视以“为了丰富新闻内容”为由，开始在每晚七点转播《新闻联播》节目的缘故，该节目因此被压缩至25分钟。2009年6月18日，东方卫视改版，在未停止转播《新闻联播》的情况下，《东方新闻》再次扩版至一小时时长，播出时间调整为18:00-19:00。

## 节目播映情况
该节目现时含广告时长为57分钟，分为四节播放。在2009年6月18日至2019年11月期间，该节目通常第一节与第三节只播放国内新闻，第一节还会播放上海本地新闻，如有新的上海市领导有关活动新闻片则会于第三节播放；第二节先播放国内新闻，后播放国际新闻，间中以片花分隔；第四节只播放国际新闻。从2019年11月起，该节目新闻播放次序进行调整。节目开始时先播出内容提要，之后进入第一节播放国内新闻（如有党和国家领导人最新消息则放置于最前播放，以简讯形式播出），第二节和第四节播放国际新闻。而上海时政新闻则统一安排在第三节播出，亦会播出其他方面的新闻。第二节和第三节间中改为以片头分隔，且第二节结尾不再播出下节内容提要，改在第三节开始时播出。
现时该节目于每日18:00首播，实行东方卫视国内版与海外版二台联播制；此外，东方卫视海外版于每日1:00（UTC+8）安排一次重播。
节目完结时打出“主编”“责编”“编辑”“手语”“导播”“视觉编辑”“制作”“摄像”“技术”“技术监制”“监制”“总监制”等名单，及后播映一节《东方新气象》。
2023年1月13日起，《东方新闻》与新闻综合频道主新闻节目《新闻报道》增设手语窗口，使上海广播电视台配有手语播报的新闻直播栏目增加到3档。

### 节目调动
- 2011年4月29日（星期五）：由于直播威廉王子大婚特备节目，本节新闻缩短为14分钟，即于18:26-18:40播映其余新闻，惟当日节目仍于18:00正常播放片头及重点新闻。
- 2017年5月14日（星期日）：由于播出有关一带一路国际合作高峰论坛相关特备节目，本节新闻取消播映。
- 2020年4月4日（星期六）：由于中国大陆举行新型冠状病毒疫情期间殉职医护人员和因病离世者全国哀悼活动，本节新闻改为东方卫视国内版、海外版与都市频道、哈哈炫动卫视、七彩戏剧频道、东方明珠移动电视联播，且取消播出商业广告。
- 2021年7月1日（星期四）：由于当日为中国共产党成立100周年纪念日，本节新闻改为东方卫视国内版、海外版与都市频道联播，且取消播出商业广告。
- 2022年12月1日-12月6日：因应江泽民逝世，本节新闻改为东方卫视国内版、海外版与都市频道（6日增加哈哈炫动卫视、七彩戏剧频道、金色学堂频道）联播，且取消播出商业广告。

## 节目主播
- 主播通常为一男一女或者两女，其中一位为主播（坐于近大屏一侧），一位为副播（坐于近导播间一侧）
- 主播负责国内时政及较次要之国内新闻，副播负责当日重点新闻及国际新闻，惟当日有国际重点新闻时，主播亦会负责较次要之国际新闻；而在上海世博会期间，一位主播在世博演播室主持世博新闻，另一位则在主演播室主持其它国内外新闻。
- 现任主播：叶蓉、李菡、秦忆、于飞、雷小雪 、柏栩栩
- 历任主播：袁鸣、阎华、吴晓蕾、王津元、劳春燕(现中央电视台主播)、潘涛(现中央电视台主播)、卜凡

## 影响和争议
由于东方新闻与《新闻联播》相比节目形式更加生动，新闻内容更为及时受到了相当一部分观众的欢迎。其新闻的视频内容多被中国各大门户网站转载。在中国大陆地区有一定的社会影响。
东方新闻的头条新闻多为国内重大事件但如遇国际重大事件，头条也会相应改变。新闻多用现场连线来及时的关注发生的各大新闻事件。

### 转播新闻联播事件
东方卫视在中国大陆享有一定的政策扶持，一度不用转播中央电视台的《新闻联播》节目（仅在片尾打出制作人员名单时简要播出当日《新闻联播》的重点新闻），但自2007年7月11日起，当晚的东方新闻主播叶蓉作了如下播报“为了丰富节目的信息量，扩充新闻版面，从今天开始东方卫视将转播中央电视台《新闻联播》节目”。东方新闻也因此从原先的60分钟压缩至25分钟，这一度引起了众多观众的不满。